# Fiodor Rumynski
Fiodor Pietrowicz Rumynski, ros. Федор Петрович Румынский (ur. 27 grudnia 1914 r. we wsi Iwakino w guberni moskiewskiej, zm. 2 listopada 1964 r. w Brukseli) – radziecki wojskowy (kapitan), oficer Rosyjskiej Armii Wyzwoleńczej, a następnie szef jednego z oddziałów sztabu 2 Dywizji Piechoty Sił Zbrojnych Komitetu Wyzwolenia Narodów Rosji pod koniec II wojny światowej, antysowiecki działacz emigracyjny w okresie powojennym.
W 1927 r. ukończył szkołę wiejską. Był przewodniczącym iwakinskiego kołchozu. W poł. maja 1936 r. został zmobilizowany do Armii Czerwonej. Służył w 63 Pułku Kawalerii. Od grudnia tego roku pełnił funkcję pisarza w sztabie pułku. Od grudnia 1937 r. był kwatermistrzem sztabu pułku. W poł. stycznia 1940 r. został szefem jednego z oddziałów sztabu 139 Dywizji Strzeleckiej. Uczestniczył w wojnie zimowej 1939/1940 r. Awansował do stopnia kapitana. We wrześniu 1941 r. dostał się do niewoli niemieckiej. Przebywał w różnych obozach jenieckich. W 1944 r. wstąpił do Rosyjskiej Armii Wyzwoleńczej (ROA). Od lutego 1945 r. w stopniu kapitana pełnił funkcję szefa jednego z oddziałów sztabu 2 Dywizji Piechoty Sił Zbrojnych Komitetu Wyzwolenia Narodów Rosji. Na pocz. maja tego roku zbiegł na tereny zajęte przez wojska alianckie, gdzie poddał się Amerykanom. Po zakończeniu wojny uniknął repatriacji do ZSRR. Od 1948 r. działał w składzie Związku Walki o Wyzwolenie Narodów Rosji (SBONR).